# Хоан Гонсалес
Хоан Гонсалес Каньєллас (ісп. Joan González Cañellas, нар. 1 лютого 2002, Барселона, Іспанія) — іспанський футболіст, опорний півзахисник італійського клубу «Лечче».

## Ігрова кар'єра
Хоан Гонсалес народився у місті Барселона і з вересня 2019 року займався футболом в академії місцевого клубу «Барселона».
Через два роки футболіст перейшов до футбольної школи італійського клубу «Лечче», де продовжив займатися в молодіжній команді. Перед сезоном 2022/23 Гонсалес почав тренуватися з основним складом, після того, як «Лечче» виборов право на підвищення до Серії А. Дебют Гонсалеса на професійному рівні в першій команді відбувся 5 серпня 2022 року у кубковому матчі.

## Стиль гри
Хоан Гонсалес починав займатися як гравець півзахисту, у «Барселоні» він був переведений в центр захисту. А в Італії знову повернувся до середини поля.